# 奥拉霍瓦茨战役
1998年7月17日至20日，科索沃解放军袭击了奥拉霍瓦茨镇和周围的塞族村庄，试图通过接管一个城镇并在德雷尼察的科索沃解放军大本营和阿尔巴尼亚边境地区之间建立一条走廊来维护科索沃阿族临时政府的权威。大约60名克拉军战斗人员和两名警察以及5名塞族平民在攻击中被打死，85名塞族平民被克拉军绑架，据推测其中40人已被杀害。

## 事件
1998年7月17日至20日期间，科索沃解放军与南斯拉夫警察和军队在科索沃西部的奥拉霍瓦茨发生了武装冲突。这是科索沃解放军对城市的第一次袭击。在此之前，科索沃解放军只在得到当地人大力支持的村庄作战。1998年春天，科索沃解放军从一个恐怖组织转变为游击队，在科索沃西部和西北部领导反抗塞尔维亚统治的起义。6月下旬，科索沃解放军在城市中心设置路障后，控制了科索沃50%以上的领土。南斯拉夫当局集中精力守卫城镇及其通讯联系，而不是试图反击科索沃解放军的蔓延。为了维护科索沃阿族临时政府的权威，科索沃解放军需要占领一个城镇，因此攻击了奥拉霍瓦茨。准备做得非常充分。奥拉霍瓦茨没有南斯拉夫军队，人口80%是阿尔巴尼亚人。在前几天，科索沃解放军从他们在马利舍沃的基地附近的村庄部署了部队。市长认真对待这一情况，他在接受《每日政治》采访时表示，预计会发生“重大恐怖袭击”。许多当地人在袭击发生前疏散了妇女和儿童。接管将使科索沃解放军具有重大的战略优势，因为它将成为德雷尼察和西南南斯拉夫-阿尔巴尼亚边界地区之间的走廊。[a]